# Spelartrupper under Copa América 2007
Den här artikeln innehåller truppernai alla de lag som deltog i Copa América 2007. Turneringen spelades i Venezuela mellan den 26 juni och 15 juli 2007
.

## Grupp A

### Venezuela
Förbundskapten:  Richard Páez
| Nr | Pos. | Namn                | Födelsedatum (ålder)     | Matcher | Mål |           | Klubb             |
| -- | ---- | ------------------- | ------------------------ | ------- | --- | --------- | ----------------- |
| 1  | MV   | Renny Vega          | 4 juli 1979 (27 år)      | 20      | 0   | Venezuela | Carabobo          |
| 2  | F    | Luis Vallenilla     | 13 mars 1974 (33 år)     | 70      | 1   | Venezuela | Maracaibo         |
| 3  | F    | José Manuel Rey     | 20 maj 1975 (32 år)      | 81      | 6   | Cypern    | AEK Larnaca       |
| 4  | F    | Oswaldo Vizcarrondo | 31 maj 1984 (23 år)      | 11      | 0   | Venezuela | Caracas           |
| 5  | MF   | Miguel Mea Vitali   | 19 februari 1981 (26 år) | 58      | 1   | Venezuela | Maracaibo         |
| 6  | F    | Alejandro Cichero   | 24 april 1977 (30 år)    | 40      | 1   | Bulgarien | Litex Lovech      |
| 7  | A    | José Torrealba      | 13 juni 1980 (27 år)     | 12      | 3   | Sydafrika | Mamelodi Sundowns |
| 8  | MF   | Luis Vera           | 9 mars 1973 (34 år)      | 45      | 2   | Venezuela | Caracas           |
| 9  | A    | Giancarlo Maldonado | 29 juni 1982 (24 år)     | 20      | 6   | Mexiko    | Atlante           |
| 10 | MF   | César González      | 1 oktober 1982 (24 år)   | 10      | 1   | Venezuela | Caracas           |
| 11 | MF   | Ricardo Páez        | 9 februari 1979 (28 år)  | 54      | 6   | Venezuela | Mineros           |
| 12 | MV   | Javier Toyo         | 12 oktober 1977 (29 år)  | 7       | 0   | Venezuela | Caracas           |
| 13 | F    | Leonel Vielma       | 30 augusti 1978 (28 år)  | 42      | 2   | Venezuela | Caracas           |
| 14 | MF   | Alejandro Guerra    | 9 juli 1985 (21 år)      | 12      | 1   | Venezuela | Caracas           |
| 15 | A    | Fernando de Ornelas | 29 juli 1976 (30 år)     | 22      | 5   | Norge     | Odd Grenland      |
| 16 | MF   | Edder Pérez         | 3 juli 1983 (23 år)      |         |     | Portugal  | Marítimo          |
| 17 | F    | Jorge Alberto Rojas | 1 oktober 1977 (29 år)   | 57      | 1   | Colombia  | América de Cali   |
| 18 | A    | Juan Arango         | 16 maj 1980 (27 år)      | 58      | 23  | Spanien   | RCD Mallorca      |
| 19 | A    | Daniel Arismendi    | 4 juli 1982 (24 år)      |         | 5   | Venezuela | Maracaibo         |
| 20 | F    | Héctor González     | 4 november 1977 (29 år)  | 45      | 4   | Cypern    | AEK Larnaca       |
| 21 | F    | Andrés Rouga        | 2 mars 1982 (25 år)      | 16      | 0   | Venezuela | Caracas           |
| 22 | MF   | Pedro Fernández     | 27 juli 1977 (29 år)     |         |     | Venezuela | Maracaibo         |

### Uruguay
Förbundskapten:  Óscar Tabárez
| Nr | Pos. | Namn                 | Födelsedatum (ålder)      | Matcher | Mål |           | Klubb               |
| -- | ---- | -------------------- | ------------------------- | ------- | --- | --------- | ------------------- |
| 1  | MV   | Fabián Carini        | 26 december 1979 (27 år)  | 58      |     | Italien   | Internazionale      |
| 2  | F    | Diego Lugano         | 2 november 1980 (26 år)   | 13      |     | Turkiet   | Fenerbahçe          |
| 3  | F    | Diego Godín          | 2 april 1986 (21 år)      | 11      |     | Uruguay   | Nacional            |
| 4  | F    | Jorge Fucile         | 19 december 1984 (22 år)  |         |     | Portugal  | Porto               |
| 5  | MF   | Pablo García         | 11 maj 1977 (30 år)       | 57      |     | Spanien   | Real Madrid         |
| 6  | F    | Darío Rodríguez      | 17 september 1974 (32 år) | 45      |     | Tyskland  | Schalke 04          |
| 7  | MF   | Cristian Rodríguez   | 30 september 1985 (21 år) |         |     | Frankrike | Paris Saint-Germain |
| 8  | MF   | Walter Gargano       | 27 juli 1984 (22 år)      |         |     | Uruguay   | Danubio             |
| 9  | A    | Gonzalo Vargas       | 22 september 1981 (25 år) |         |     | Frankrike | Monaco              |
| 10 | A    | Álvaro Recoba        | 17 mars 1976 (31 år)      |         |     | Italien   | Internazionale      |
| 11 | A    | Fabián Estoyanoff    | 27 september 1982 (24 år) | 29      |     | Spanien   | Valencia            |
| 12 | MV   | Juan Castillo        | 17 april 1978 (29 år)     |         |     | Uruguay   | Peñarol             |
| 13 | A    | Sebastián Abreu      | 17 oktober 1976 (30 år)   | 28      |     | Mexiko    | UANL Tigres         |
| 14 | F    | Carlos Diogo         | 18 juli 1983 (23 år)      |         |     | Spanien   | Real Zaragoza       |
| 15 | MF   | Diego Pérez          | 18 maj 1980 (27 år)       |         |     | Frankrike | Monaco              |
| 16 | MF   | Maximiliano Pereira  | 8 juni 1984 (23 år)       |         |     | Uruguay   | Defensor Sporting   |
| 17 | F    | Carlos Adrián Valdez | 2 maj 1983 (24 år)        |         |     | Uruguay   | Nacional            |
| 18 | MF   | Fabián Canobbio      | 8 mars 1980 (27 år)       | 7       |     | Spanien   | Celta Vigo          |
| 19 | F    | Andrés Scotti        | 14 december 1975 (31 år)  |         |     | Ryssland  | Rubin Kazan         |
| 20 | MF   | Ignacio González     | 14 maj 1982 (25 år)       |         |     | Uruguay   | Danubio             |
| 21 | A    | Diego Forlán         | 19 maj 1979 (28 år)       | 36      |     | Spanien   | Atlético Madrid     |
| 22 | A    | Vicente Sánchez      | 7 december 1979 (27 år)   | 18      |     | Mexiko    | Toluca              |

### Peru
Förbundskapten:  Julio César Uribe
| Nr | Pos. | Namn                   | Födelsedatum (ålder)     | Matcher | Mål |               | Klubb                  |
| -- | ---- | ---------------------- | ------------------------ | ------- | --- | ------------- | ---------------------- |
| 1  | MV   | Leao Butrón            | 6 mars 1977 (30 år)      |         |     | Peru          | San Martín             |
| 2  | F    | Miguel Villalta        | 16 juni 1981 (26 år)     |         |     | Peru          | Sporting Cristal       |
| 3  | F    | Santiago Acasiete      | 22 november 1977 (29 år) |         |     | Spanien       | Almería                |
| 4  | F    | Walter Vílchez         | 20 februari 1983 (24 år) |         |     | Mexiko        | Puebla                 |
| 5  | F    | Alberto Rodriguez      | 31 mars 1984 (23 år)     |         |     | Portugal      | Braga                  |
| 6  | F    | Jhoel Herrera          | 9 juli 1980 (26 år)      |         |     | Polen         | GKS Bełchatów          |
| 7  | MF   | Jair Céspedes          | 22 maj 1984 (23 år)      |         |     | Peru          | Sport Boys             |
| 8  | MF   | Juan Carlos Bazalar    | 23 februari 1968 (39 år) |         |     | Peru          | Cienciano              |
| 9  | A    | José Paolo Guerrero    | 1 januari 1984 (23 år)   |         |     | Tyskland      | Hamburger SV           |
| 10 | MF   | Juan Carlos Mariño     | 2 januari 1982 (25 år)   |         |     | Peru          | Cienciano              |
| 11 | A    | Ysrael Zúñiga          | 27 augusti 1976 (30 år)  |         |     | Peru          | Melgar                 |
| 12 | MV   | George Forsyth         | 20 juni 1982 (25 år)     |         |     | Peru          | Alianza Lima           |
| 13 | F    | Paolo de la Haza       | 30 november 1983 (23 år) |         |     | Peru          | Cienciano              |
| 14 | A    | Claudio Pizarro        | 3 oktober 1978 (28 år)   |         |     | England       | Chelsea                |
| 15 | MF   | Edgar Villamarín       | 1 april 1983 (24 år)     |         |     | Peru          | Cienciano              |
| 16 | A    | Andrés Augusto Mendoza | 26 april 1978 (29 år)    |         |     | Ukraina       | Metalurh Donetsk       |
| 17 | A    | Jefferson Farfán       | 20 oktober 1984 (22 år)  |         |     | Nederländerna | PSV                    |
| 18 | MF   | Pedro García           | 14 mars 1974 (33 år)     |         |     | Peru          | San Martín             |
| 19 | MF   | Damián Ismodes         | 10 mars 1989 (18 år)     |         |     | Peru          | Sporting Cristal       |
| 20 | A    | Roberto Jiménez        | 26 april 1983 (24 år)    |         |     | Argentina     | San Lorenzo de Almagro |
| 21 | MV   | Juan Flores            | 25 februari 1976 (31 år) |         |     | Peru          | Cienciano              |
| 22 | F    | John Galliquio         | 1 december 1979 (27 år)  |         |     | Rumänien      | Dinamo Bucureşti       |

### Bolivia
Förbundskapten:  Erwin Sánchez
| Nr | Pos. | Namn              | Födelsedatum (ålder)      | Matcher | Mål |           | Klubb                  |
| -- | ---- | ----------------- | ------------------------- | ------- | --- | --------- | ---------------------- |
| 1  | MV   | Hugo Suárez       | 4 juli 1983 (23 år)       |         |     | Bolivia   | Club Jorge Wilstermann |
| 2  | F    | Juan Manuel Peña  | 17 januari 1973 (34 år)   |         |     | Spanien   | Villarreal             |
| 3  | F    | Limbert Méndez    | 12 april 1982 (25 år)     |         |     | Bolivia   | Jorge Wilstermann      |
| 4  | F    | Lorgio Álvarez    | 11 september 1978 (28 år) |         |     | Paraguay  | Cerro Porteño          |
| 5  | MF   | Leonel Reyes      | 19 november 1976 (30 år)  |         |     | Bolivia   | Bolívar                |
| 6  | MF   | Ronald García     | 9 januari 1979 (28 år)    |         |     | Grekland  | Aris                   |
| 7  | A    | Nelson Sossa      | 15 maj 1986 (21 år)       |         |     | Bolivia   | Jorge Wilstermann      |
| 8  | MF   | Gualberto Mojica  | 2 september 1982 (24 år)  |         |     | Portugal  | Paços de Ferreira      |
| 9  | A    | Jaime Moreno      | 19 oktober 1974 (32 år)   |         |     | USA       | D.C. United            |
| 10 | MF   | Joselito Vaca     | 4 april 1979 (28 år)      |         |     | Bolivia   | Blooming               |
| 11 | A    | Diego Cabrera     | 17 juni 1984 (23 år)      |         |     | Bolivia   | Aurora                 |
| 12 | MV   | Sergio Galarza    | 13 april 1983 (24 år)     |         |     | Bolivia   | Oriente Petrolero      |
| 13 | F    | Edemir Rodríguez  | 21 juni 1981 (26 år)      |         |     | Bolivia   | Universitario          |
| 14 | F    | Miguel Hoyos      | 26 maj 1978 (29 år)       |         |     | Bolivia   | The Strongest          |
| 15 | F    | Jorge Ortiz       | 1 juni 1984 (23 år)       |         |     |           |                        |
| 16 | F    | Ronald Raldes     | 20 april 1981 (26 år)     |         |     | Argentina | Rosario Central        |
| 17 | A    | Juan Carlos Arce  | 10 april 1985 (22 år)     |         |     | Brasilien | Corinthians            |
| 18 | MF   | Gonzalo Galindo   | 8 februari 1976 (31 år)   |         |     | Bolivia   | The Strongest          |
| 19 | A    | Augusto Andaveris | 11 mars 1979 (28 år)      |         |     | Bolivia   | La Paz                 |
| 20 | MF   | Sacha Lima        | 22 maj 1987 (20 år)       |         |     | Bolivia   | Jorge Wilstermann      |
| 21 | MF   | Jhasmani Campos   | 3 januari 1980 (27 år)    |         |     | Bolivia   | Oriente Petrolero      |
| 22 | MF   | Darwin Peña       | 8 augusti 1977 (29 år)    |         |     | Bolivia   | Bamin Real Potosí      |

## Grupp B

### Brasilien
Förbundskapten:  Dunga
| Nr | Pos. | Namn           | Födelsedatum (ålder)      | Matcher | Mål |               | Klubb             |
| -- | ---- | -------------- | ------------------------- | ------- | --- | ------------- | ----------------- |
| 1  | MV   | Helton         | 18 maj 1978 (29 år)       | 4       | 0   | Portugal      | Porto             |
| 2  | F    | Maicon         | 26 juli 1981 (25 år)      | 17      | 0   | Italien       | Internazionale    |
| 3  | F    | Alex           | 17 juni 1982 (25 år)      | 5       | 0   | England       | Chelsea           |
| 4  | F    | Juan           | 1 februari 1979 (28 år)   | 53      | 3   | Tyskland      | Bayer Leverkusen  |
| 5  | MF   | Mineiro        | 2 augusti 1975 (31 år)    | 8       | 0   | Tyskland      | Hertha Berlin     |
| 6  | F    | Gilberto       | 25 april 1976 (31 år)     | 17      | 1   | Tyskland      | Hertha Berlin     |
| 7  | MF   | Elano          | 14 juni 1981 (26 år)      | 12      | 2   | Ukraina       | Sjachtar Donetsk  |
| 8  | MF   | Gilberto Silva | 7 oktober 1976 (30 år)    | 54      | 3   | England       | Arsenal           |
| 9  | A    | Vágner Love    | 11 juni 1984 (23 år)      | 8       | 2   | Ryssland      | CSKA Moscow       |
| 10 | MF   | Diego          | 28 februari 1985 (22 år)  | 13      | 1   | Tyskland      | Werder Bremen     |
| 11 | A    | Robinho        | 25 januari 1984 (23 år)   | 34      | 7   | Spanien       | Real Madrid       |
| 12 | MV   | Doni           | 22 oktober 1979 (27 år)   | 1       | 0   | Italien       | Roma              |
| 13 | F    | Daniel Alves   | 6 maj 1983 (24 år)        | 6       | 0   | Spanien       | Sevilla           |
| 14 | F    | Alex Silva     | 10 mars 1985 (22 år)      | 0       | 0   | Brasilien     | São Paulo         |
| 15 | F    | Naldo          | 10 september 1982 (24 år) | 2       | 0   | Tyskland      | Werder Bremen     |
| 16 | F    | Kléber         | 1 april 1980 (27 år)      | 8       | 0   | Brasilien     | Santos            |
| 17 | MF   | Josué          | 19 juli 1979 (27 år)      | 2       | 0   | Brasilien     | São Paulo         |
| 18 | MF   | Fernando       | 3 maj 1981 (26 år)        | 1       | 0   | Frankrike     | Bordeaux          |
| 19 | MF   | Júlio Baptista | 1 oktober 1981 (25 år)    | 20      | 3   | Spanien       | Real Madrid       |
| 20 | MF   | Anderson       | 13 april 1988 (19 år)     | 0       | 0   | England       | Manchester United |
| 21 | A    | Afonso Alves   | 20 januari 1981 (26 år)   | 2       | 0   | Nederländerna | Heerenveen        |
| 22 | A    | Fred           | 3 oktober 1983 (23 år)    | 10      | 4   | Frankrike     | Lyon              |

### Chile
Förbundskapten:   Nelson Acosta
| Nr      | Pos. | Namn               | Födelsedatum (ålder)      | Matcher | Mål |  | Klubb                       |
| ------- | ---- | ------------------ | ------------------------- | ------- | --- |  | --------------------------- |
| 1       | MV   | Claudio Bravo      | 13 april 1983 (24 år)     | 12      |     |  | Real Sociedad               |
| 2       | MF   | Álvaro Ormeño      | 4 april 1979 (28 år)      | 2       |     |  | Gimnasia y Esgrima La Plata |
| 3       | F    | Sebastián Roco     | 26 juni 1983 (24 år)      | 6       |     |  | Santiago Wanderers          |
| 4       | F    | Ismael Fuentes     | 4 augusti 1981 (25 år)    | 8       |     |  | Jaguares de Chiapas         |
| 5       | F    | Miguel Riffo       | 21 juni 1981 (26 år)      | 1       |     |  | Colo Colo                   |
| 6       | MF   | José Luis Cabión   | 14 november 1983 (23 år)  | 5       |     |  | Deportes Melipilla          |
| 7       | MF   | Rodrigo Tello      | 14 oktober 1979 (27 år)   | 26      |     |  | Beşiktaş                    |
| goals 2 | A    | Humberto Suazo     | 10 maj 1981 (26 år)       | 12      |     |  | Monterrey                   |
| 9       | A    | Reinaldo Navia     | 10 maj 1978 (29 år)       | 39      |     |  | Atlas                       |
| 10      | MF   | Jorge Valdivia     | 19 oktober 1983 (23 år)   | 21      |     |  | Palmeiras                   |
| 11      | MF   | Mark González      | 10 maj 1984 (23 år)       | 16      |     |  | Real Betis                  |
| 12      | MV   | Nicolás Peric      | 19 oktober 1978 (28 år)   | 4       |     |  | Audax Italiano              |
| 13      | F    | Jorge Vargas       | 8 februari 1976 (31 år)   | 36      |     |  | Red Bull Salzburg           |
| 14      | MF   | Matías Fernández   | 15 maj 1986 (21 år)       | 9       |     |  | Villarreal                  |
| 15      | F    | Pablo Contreras    | 11 september 1978 (28 år) | 37      |     |  | Celta Vigo                  |
| 16      | MF   | Manuel Iturra      | 23 juni 1984 (23 år)      | 15      |     |  | Universidad de Chile        |
| 17      | MF   | Arturo Sanhueza    | 11 mars 1979 (28 år)      | 12      |     |  | Colo Colo                   |
| 18      | MF   | Rodrigo Meléndez   | 3 oktober 1977 (29 år)    | 24      |     |  | Colo Colo                   |
| 19      | F    | Gonzalo Jara       | 29 maj 1985 (22 år)       | 7       |     |  | Colo Colo                   |
| 20      | MF   | Gonzalo Fierro     | 21 mars 1983 (24 år)      | 3       |     |  | Colo Colo                   |
| 21      | MF   | Carlos Villanueva  | 5 februari 1986 (21 år)   | 4       |     |  | Audax Italiano              |
| 22      | A    | Juan Gonzalo Lorca | 15 januari 1985 (22 år)   | 5       |     |  | Colo Colo                   |

### Mexiko
Förbundskapten:  Hugo Sánchez
| Nr | Pos. | Namn                       | Födelsedatum (ålder)      | Matcher | Mål |          | Klubb              |
| -- | ---- | -------------------------- | ------------------------- | ------- | --- | -------- | ------------------ |
| 1  | MV   | Oswaldo Sánchez            | 21 september 1973 (33 år) | 81      | 0   | Mexiko   | Santos Laguna      |
| 2  | F    | Jonny Magallón             | 21 november 1981 (25 år)  | 10      | 0   | Mexiko   | Guadalajara        |
| 3  | F    | Fausto Pinto               | 8 augusti 1983 (23 år)    | 0       | 0   | Mexiko   | Pachuca            |
| 4  | F    | Rafael Márquez             | 13 februari 1979 (28 år)  | 76      | 9   | Spanien  | Barcelona          |
| 5  | F    | Israel Castro              | 20 december 1980 (26 år)  | ?       | 0   | Mexiko   | Pumas              |
| 6  | MF   | Gerardo Torrado            | 30 april 1979 (28 år)     | 71      | 3   | Mexiko   | Cruz Azul          |
| 7  | A    | Alberto Medina             | 29 maj 1983 (24 år)       | 34      | 2   | Mexiko   | Chivas Guadalajara |
| 8  | MF   | Jaime Correa               | 6 augusti 1979 (27 år)    | 0       | 0   | Mexiko   | Pachuca            |
| 9  | A    | Luis Ángel Landín*         | 23 juli 1985 (21 år)      | 1       | 0   | Mexiko   | Morelia            |
| 10 | A    | Cuauhtémoc Blanco          | 17 januari 1973 (34 år)   | 92      | 32  | USA      | Chicago Fire       |
| 11 | MF   | Ramón Morales              | 10 oktober 1975 (31 år)   | 51      | 5   | Mexiko   | Chivas Guadalajara |
| 12 | A    | Juan Carlos Cacho          | 3 maj 1982 (25 år)        | 0       | 0   | Mexiko   | Pachuca            |
| 13 | MV   | Guillermo Ochoa            | 13 juli 1985 (21 år)      | 6       | 0   | Mexiko   | América            |
| 14 | F    | Gonzalo Pineda             | 8 augusti 1983 (23 år)    | 37      | 1   | Mexiko   | Guadalajara        |
| 15 | F    | José Antonio Castro        | 11 augusti 1980 (26 år)   | 19      | 0   | Mexiko   | América            |
| 16 | MF   | Jaime Lozano               | 29 september 1979 (27 år) | 29      | 12  | Mexiko   | UANL               |
| 17 | A    | Adolfo Bautista            | 15 maj 1979 (28 år)       | 26      | 8   | Mexiko   | Chiapas            |
| 18 | MF   | Andrés Guardado            | 28 september 1986 (20 år) | 19      | 1   | Mexiko   | Atlas              |
| 19 | A    | Omar Bravo                 | 4 mars 1980 (27 år)       | 41      | 10  | Mexiko   | Chivas Guadalajara |
| 20 | MF   | Fernando Arce              | 24 april 1980 (27 år)     | 19      | 1   | Mexiko   | Morelia            |
| 21 | A    | Nery Castillo              | 13 juni 1984 (23 år)      | 4       | 2   | Grekland | Olympiakos         |
| 22 | F    | Francisco Javier Rodríguez | 20 oktober 1981 (25 år)   | 38      | 1   | Mexiko   | Guadalajara        |

- * Ersatte Jared Borgetti den 26 juni 2007 på grund av skada.

### Ecuador
Förbundskapten:  Luis Fernando Suárez
| Nr | Pos. | Namn              | Födelsedatum (ålder)      | Matcher | Mål |               | Klubb             |
| -- | ---- | ----------------- | ------------------------- | ------- | --- | ------------- | ----------------- |
| 1  | MV   | Marcelo Elizaga   | 19 april 1972 (35 år)     | 1       | 0   | Ecuador       | Emelec            |
| 2  | F    | Jorge Guagua      | 28 september 1981 (25 år) | 16      | 1   | Argentina     | Colón de Santa Fe |
| 3  | F    | Iván Hurtado      | 16 augusti 1974 (32 år)   | 137     | 5   | Colombia      | Atlético Nacional |
| 4  | F    | Ulises de la Cruz | 8 februari 1974 (33 år)   | 90      | 5   | England       | Reading           |
| 5  | MF   | Patricio Urrutia  | 15 oktober 1977 (29 år)   |         |     | Ecuador       | LDU Quito         |
| 6  | MF   | Pedro Quiñónez*   | 4 mars 1986 (21 år)       |         |     | Ecuador       | El Nacional       |
| 7  | MF   | David Quiróz      | 8 september 1982 (24 år)  |         |     | Ecuador       | El Nacional       |
| 8  | MF   | Edison Méndez     | 16 mars 1979 (28 år)      | 68      | 10  | Nederländerna | PSV               |
| 9  | A    | Félix Borja       | 2 april 1983 (24 år)      | 8       | 3   | Grekland      | Olympiakos        |
| 10 | A    | Felipe Caicedo    | 5 september 1988 (18 år)  | 2       | 1   | Schweiz       | Basel             |
| 11 | A    | Christian Benítez | 1 maj 1986 (21 år)        | 8       | 3   | Mexiko        | Santos Laguna     |
| 12 | MV   | Cristian Mora     | 26 augusti 1982 (24 år)   | 12      | 0   | Ecuador       | LDU Quito         |
| 13 | F    | Renán Calle       | 8 september 1976 (30 år)  |         |     | Ecuador       | LDU Quito         |
| 14 | MF   | Segundo Castillo  | 15 maj 1982 (25 år)       |         |     | Serbien       | Red Star Belgrade |
| 15 | F    | Óscar Bagüí       | 10 februari 1983 (24 år)  |         |     | Ecuador       | Olmedo            |
| 16 | MF   | Antonio Valencia  | 4 augusti 1985 (21 år)    | 19      | 4   | Spanien       | Villarreal        |
| 17 | F    | Giovanny Espinoza | 12 april 1977 (30 år)     | 97      | 7   | Nederländerna | Vitesse           |
| 18 | F    | Neicer Reasco     | 23 juli 1977 (29 år)      | 34      | 0   | Brasilien     | São Paulo         |
| 19 | MF   | Walter Ayoví      | 11 augusti 1979 (27 år)   |         |     | Ecuador       | El Nacional       |
| 20 | MF   | Edwin Tenorio     | 16 juni 1976 (31 år)      |         |     | Ecuador       | LDU Quito         |
| 21 | A    | Carlos Tenorio    | 14 maj 1979 (28 år)       | 31      | 10  | Qatar         | Al-Sadd           |
| 22 | A    | Pablo Palacios    | 5 februari 1982 (25 år)   |         |     | Ecuador       | Deportivo Quito   |

- * Ersatte Luis Caicedo den 15 juni 2007 på grund av skada.

## Grupp C

### Argentina
Förbundskapten:  Alfio Basile
| Nr | Pos. | Namn                  | Födelsedatum (ålder)     | Matcher | Mål |           | Klubb                  |
| -- | ---- | --------------------- | ------------------------ | ------- | --- | --------- | ---------------------- |
| 1  | MV   | Roberto Abbondanzieri | 19 augusti 1972 (34 år)  | 30      | 0   | Spanien   | Getafe                 |
| 2  | F    | Roberto Ayala         | 14 april 1973 (34 år)    | 109     | 7   | Spanien   | Valencia               |
| 3  | F    | Daniel Díaz           | 13 mars 1979 (28 år)     | 3       | 0   | Argentina | Boca Juniors           |
| 4  | F    | Hugo Ibarra           | 1 april 1974 (33 år)     | 7       | 0   | Argentina | Boca Juniors           |
| 5  | MF   | Fernando Gago         | 10 april 1986 (21 år)    | 1       | 0   | Spanien   | Real Madrid            |
| 6  | F    | Gabriel Heinze        | 19 april 1978 (29 år)    | 34      | 1   | England   | Manchester United      |
| 7  | A    | Rodrigo Palacio       | 5 februari 1982 (25 år)  | 4       | 0   | Argentina | Boca Juniors           |
| 8  | F    | Javier Zanetti        | 10 augusti 1973 (33 år)  | 103     | 5   | Italien   | Internazionale         |
| 9  | A    | Hernán Crespo         | 5 juli 1975 (31 år)      | 62      | 32  | Italien   | Internazionale         |
| 10 | MF   | Juan Román Riquelme   | 24 juni 1978 (29 år)     | 38      | 8   | Argentina | Boca Juniors           |
| 11 | A    | Carlos Tévez          | 5 februari 1984 (23 år)  | 27      | 4   | England   | West Ham United        |
| 12 | MV   | Juan Pablo Carrizo    | 6 maj 1984 (23 år)       | 5       | 0   | Argentina | River Plate            |
| 13 | MF   | Lucho González        | 19 januari 1981 (26 år)  | 33      | 5   | Portugal  | Porto                  |
| 14 | MF   | Javier Mascherano     | 8 juni 1984 (23 år)      | 22      | 0   | England   | Liverpool              |
| 15 | F    | Gabriel Milito        | 7 september 1980 (26 år) | 19      | 0   | Spanien   | Barcelona              |
| 16 | MF   | Pablo Aimar           | 3 november 1979 (27 år)  | 44      | 7   | Spanien   | Real Zaragoza          |
| 17 | F    | Nicolás Burdisso      | 12 april 1981 (26 år)    | 13      | 0   | Italien   | Internazionale         |
| 18 | A    | Lionel Messi          | 24 juni 1987 (20 år)     | 14      | 4   | Spanien   | Barcelona              |
| 19 | MF   | Esteban Cambiasso     | 18 augusti 1980 (26 år)  | 28      | 2   | Italien   | Internazionale         |
| 20 | MF   | Juan Sebastián Verón  | 9 maj 1975 (32 år)       | 58      | 9   | Argentina | Estudiantes La Plata   |
| 21 | A    | Diego Milito          | 12 juni 1979 (28 år)     | 10      | 3   | Spanien   | Real Zaragoza          |
| 22 | MV   | Agustín Orión*        | 26 juni 1981 (26 år)     | 1       | 0   | Argentina | San Lorenzo de Almagro |

- * Ersatte Óscar Ustari den 18 juni 2007 på grund av skada.

### Paraguay
Förbundskapten:  Gerardo Martino
| Nr | Pos. | Namn                    | Födelsedatum (ålder)      | Matcher | Mål |               | Klubb                  |
| -- | ---- | ----------------------- | ------------------------- | ------- | --- | ------------- | ---------------------- |
| 1  | MV   | Justo Villar            | 30 juni 1977 (29 år)      | 44      | 0   | Argentina     | Newell's Old Boys      |
| 2  | F    | Darío Verón             | 26 juli 1979 (27 år)      | 6       | 0   | Mexiko        | Universidad Nacional   |
| 3  | F    | Claudio Morel Rodríguez | 2 februari 1978 (29 år)   | 8       | 0   | Argentina     | Boca Juniors           |
| 4  | F    | Júlio César Manzur      | 22 juni 1981 (26 år)      | 20      | 0   | Mexiko        | Pachuca                |
| 5  | F    | Julio César Cáceres     | 5 oktober 1979 (27 år)    | 38      | 2   | Mexiko        | UANL                   |
| 6  | MF   | Carlos Bonet            | 2 oktober 1977 (29 år)    | 39      | 1   | Paraguay      | Libertad               |
| 7  | A    | Salvador Cabañas        | 5 augusti 1980 (26 år)    | 22      | 1   | Mexiko        | América                |
| 8  | MF   | Edgar Barreto           | 15 juli 1984 (22 år)      | 22      | 0   | Nederländerna | NEC                    |
| 9  | A    | Roque Santa Cruz        | 16 augusti 1981 (25 år)   | 50      | 14  | Tyskland      | Bayern München         |
| 10 | MF   | Julio dos Santos        | 5 maj 1983 (24 år)        | 23      | 5   | Tyskland      | Bayern München         |
| 11 | MF   | Aureliano Torres        | 16 juni 1982 (25 år)      | 14      | 1   | Argentina     | San Lorenzo de Almagro |
| 12 | MV   | Joel Zayas              | 17 september 1977 (29 år) | 0       | 0   | Bolivia       | Bolívar                |
| 13 | MF   | Domingo Salcedo         | 9 november 1983 (23 år)   | 6       | 0   | Paraguay      | Cerro Porteño          |
| 14 | F    | Paulo da Silva          | 1 februari 1980 (27 år)   | 41      | 0   | Mexiko        | Toluca                 |
| 15 | MF   | Edgar Daniel González   | 4 oktober 1979 (27 år)    | 11      | 0   | Paraguay      | Cerro Porteño          |
| 16 | MF   | Cristian Riveros        | 16 oktober 1982 (24 år)   | 19      | 1   | Paraguay      | Libertad               |
| 17 | A    | Dante López             | 16 augusti 1983 (23 år)   | 11      | 3   | Italien       | Crotone                |
| 18 | A    | Óscar Cardozo           | 20 maj 1983 (24 år)       | 5       | 1   | Portugal      | Benfica                |
| 19 | MF   | Jonathan Santana        | 19 oktober 1981 (25 år)   | 1       | 0   | Tyskland      | Wolfsburg              |
| 20 | F    | Enrique Vera            | 10 mars 1979 (28 år)      | 4       | 0   | Ecuador       | LDU Quito              |
| 21 | A    | Nelson Cuevas           | 10 januari 1980 (27 år)   | 41      | 6   | Mexiko        | América                |
| 22 | MV   | Aldo Bobadilla          | 20 april 1976 (31 år)     | 11      | 0   | Argentina     | Boca Juniors           |

### Colombia
Förbundskapten:  Jorge Luis Pinto
| Nr | Pos. | Namn                     | Födelsedatum (ålder)      | Matcher | Mål |           | Klubb                  |
| -- | ---- | ------------------------ | ------------------------- | ------- | --- | --------- | ---------------------- |
| 1  | MV   | Miguel Calero            | 14 april 1971 (36 år)     |         |     | Mexiko    | Pachuca                |
| 2  | F    | Iván Córdoba             | 11 augusti 1976 (30 år)   |         |     | Italien   | Internazionale         |
| 3  | F    | Mario Yepes              | 13 januari 1976 (31 år)   |         |     | Frankrike | Paris Saint-Germain    |
| 4  | F    | Gerardo Vallejo          | 3 december 1976 (30 år)   |         |     | Colombia  | Deportes Tolima        |
| 5  | F    | Javier Arizala           | 21 april 1984 (23 år)     |         |     | Colombia  | Deportes Tolima        |
| 6  | MF   | Fabián Vargas            | 17 april 1980 (27 år)     |         |     | Brasilien | Interacional           |
| 7  | A    | Edixon Perea             | 20 april 1984 (23 år)     |         |     | Frankrike | Bordeaux               |
| 8  | MF   | David Ferreira           | 9 augusti 1979 (27 år)    |         |     | Brasilien | Atlético Paranaense    |
| 9  | MF   | Álvaro Domínguez         | 10 augusti 1981 (25 år)   |         |     | Colombia  | Deportivo Cali         |
| 10 | A    | Andrés Chitiva           | 13 augusti 1979 (27 år)   |         |     | Mexiko    | Pachuca                |
| 11 | A    | Hugo Rodallega           | 25 juli 1985 (21 år)      |         |     | Mexiko    | Necaxa                 |
| 12 | MV   | Róbinson Zapata          | 30 september 1978 (28 år) |         |     | Colombia  | Cúcuta Deportivo       |
| 13 | MF   | Vladimir Marín           | 26 september 1979 (27 år) |         |     | Paraguay  | Libertad               |
| 14 | F    | Amaranto Perea           | 30 januari 1979 (28 år)   |         |     | Spanien   | Atlético Madrid        |
| 15 | MF   | Jhon Viáfara             | 27 oktober 1978 (28 år)   |         |     | England   | Southampton            |
| 16 | F    | Jair Benítez             | 12 januari 1979 (28 år)   |         |     | Colombia  | Deportivo Cali         |
| 17 | MF   | Jaime Alberto Castrillón | 5 april 1983 (24 år)      |         |     | Colombia  | Independiente Medellín |
| 18 | A    | Luis Gabriel Rey         | 20 februari 1980 (27 år)  |         |     | Mexiko    | Pachuca                |
| 19 | A    | César Valoyes            | 5 januari 1984 (23 år)    |         |     | Colombia  | Independiente Medellín |
| 20 | MF   | Macnelly Torres          | 5 april 1983 (24 år)      |         |     | Colombia  | Cúcuta Deportivo       |
| 21 | MF   | Jorge Banguero           | 4 oktober 1974 (32 år)    |         |     | Colombia  | América de Cali        |
| 22 | F    | Juan Camilo Zúñiga       | 28 februari 1985 (22 år)  |         |     | Colombia  | Atlético Nacional      |

### USA
Förbundskapten:  Bob Bradley
| Nr | Pos. | Namn               | Födelsedatum (ålder)     | Matcher | Mål |               | Klubb               |
| -- | ---- | ------------------ | ------------------------ | ------- | --- | ------------- | ------------------- |
| 2  | F    | Marvell Wynne      | 8 maj 1986 (21 år)       | 0       | 0   | Kanada        | Toronto FC          |
| 3  | F    | Jay DeMerit        | 4 december 1979 (27 år)  | 3       | 0   | England       | Watford             |
| 4  | F    | Bobby Boswell      | 15 mars 1983 (24 år)     | 2       | 0   | USA           | D.C. United         |
| 5  | MF   | Benny Feilhaber    | 19 januari 1985 (22 år)  | 8       | 2   | Tyskland      | Hamburg             |
| 6  | F    | Heath Pearce       | 13 augusti 1984 (22 år)  | 6       | 0   | Danmark       | Nordsjælland        |
| 7  | F    | Danny Califf       | 17 mars 1980 (27 år)     | 14      | 1   | Danmark       | Aalborg BK          |
| 8  | A    | Herculez Gomez     | 6 april 1982 (25 år)     | 0       | 0   | USA           | Colorado Rapids     |
| 9  | A    | Eddie Johnson      | 31 mars 1984 (23 år)     | 26      | 10  | USA           | Kansas City Wizards |
| 10 | A    | Charlie Davies     | 25 juni 1986 (21 år)     | 1       | 0   | Sverige       | Hammarby            |
| 11 | MF   | Eddie Gaven        | 25 oktober 1986 (20 år)  | 3       | 0   | USA           | Columbus Crew       |
| 12 | F    | Jimmy Conrad       | 12 februari 1977 (30 år) | 20      | 1   | USA           | Kansas City Wizards |
| 13 | F    | Jonathan Bornstein | 7 november 1984 (22 år)  | 7       | 1   | USA           | Chivas USA          |
| 14 | MF   | Ben Olsen          | 3 maj 1977 (30 år)       | 34      | 6   | USA           | D.C. United         |
| 15 | F    | Drew Moor          | 15 januari 1984 (23 år)  | 0       | 0   | USA           | FC Dallas           |
| 16 | MF   | Sacha Kljestan     | 9 september 1985 (21 år) | 1       | 0   | USA           | Chivas USA          |
| 17 | MF   | Kyle Beckerman     | 23 april 1982 (25 år)    | 1       | 0   | USA           | Colorado Rapids     |
| 18 | MV   | Kasey Keller       | 29 november 1969 (37 år) | 100     | 0   |               | Klubblös            |
| 19 | MF   | Ricardo Clark      | 10 maj 1983 (24 år)      | 6       | 0   | USA           | Houston Dynamo      |
| 20 | A    | Taylor Twellman    | 29 februari 1980 (27 år) | 24      | 6   | USA           | New ENG Revolution  |
| 21 | MF   | Justin Mapp        | 18 oktober 1984 (22 år)  | 5       | 0   | USA           | Chicago Fire        |
| 23 | MV   | Brad Guzan         | 9 september 1984 (22 år) | 1       | 0   | USA           | Chivas USA          |
| 25 | MF   | Lee Nguyen         | 7 oktober 1986 (20 år)   | 1       | 0   | Nederländerna | PSV                 |